# Salvador Corriols i Pagès
Salvador Corriols i Pagès (Olot, 29 de octubre de 1907-ibíd., 20 de abril de 1975) fue un pintor español, uno de los más destacados paisajistas catalanes del siglo XX. Discípulo de Iu Pascual y Xavier Nogués, se especializó en la pintura de paisaje con las técnicas pictóricas que aprendió en la Escuela paisajística de Olot. Hizo varias exposiciones tanto colectivas como particulares en Olot, Gerona, Barcelona, Villanueva y Geltrú, Valencia, Bilbao... Pero sobre todo expuso en la sala la Pinacoteca de Barcelona. Corriols compaginó la pintura con su trabajo, en el taller de imágenes religiosas de Can Castellanes en Olot (Gerona).

## Biografía

### Familia
Hijo de Narcís Corriols i Boix, nació en Olot (Gerona) el 29 de octubre de 1907; cursó sus estudios en las Escuelas Pías de Olot; a los 26 se comprometió con Dolors Bonet i Giralt, con la que se casó el 17 de abril de 1934, y con la que tuvo 4 hijos, el primero de ellos, M.ª del Tura Corriols i Bonet nació el 6 de febrero de 1935, el segundo, Manuel Corriols i Bonet, nació el 30 de noviembre de 1940, falleciendo en 1941, y por último nació Carmen Corriols i Bonet el 21 de marzo de 1951.

### Formación artística
Comenzó su formación artística a los 9 años en la Escuela de Bellas Artes de Olot, en el curso de 1916; sus profesores fueron Celestí Devesa y Martí Casadevall; en septiembre de 1934 pasó a estudiar en la Escuela paisajística de Olot bajo la dirección de Iu Pascual, y entre los maestros que tuvo destacan Xavier Nogués, Pere Créixams, Francesc Labarta, y Joan Colom; más tarde formó parte del profesorado de esta escuela. Fue también alumno de la Escuela de Arte Sant Jordi de Barcelona, y más tarde cursó estudios en la Escuela Superior de Pasaje de Catalunya.

### Cràter d'Art d'Olot
En los años 50 formó parte del grupo de artistas olotenses Cràter d'Art; este grupo, impulsado y dirigido por el pintor Josep Maria Mir Mas de Xexàs, celebraban tertulias de arte  en el restaurante de la estación de Olot, y a organizar exposiciones de los artistas locales, así como el concurso de dibujo. 
En este grupo artístico coincidió con A.Codinach, Comellas, Congost, Cuesta, Feixas, Grau, R.Griera, Lacot, Paxic, Puigbó, Quintana, Ruiz Moyano, Sala Muntañola, X. Vínyolas, Zamora Muñoz, P. Gussinyé, J. Batallè, José Pujol Ripoll, M. Bosch Pla, B. Mas Collellmir, Jorge Farjas, S. Congost, M. Torrentó, M. Oliveras Vayreda, J. M. Vayreda Canadell y Auge Solé, aparte de los escultores Ferrés y Roque.

### Obra
Casi toda su obra hace referencia al paisajismo.Le gustaba pintar al aire libre "in situ", sobre todo los maravillosos paisajes de Olot, la Moixina, Batet, Vall d'en Bas y de La Garrocha en general. Así mismo también pintó marinas en especial de la Costa Brava.
El crítico de arte Ángel Marsà lo definió como uno de los mejores representantes del paisajismo neo-impresionista.
Era un dibujante con una gran sensibilidad cromática, hecho que hecho que hacía singular y homogénea la aplicación del color entrelazando perspectiva y juego volumétrico. Ponía especial atención a la simplificación sin perder nunca el sentido enriquecedor de la luminosidad; su pintura es de grandes pinceladas, muy pastosas, con unos grandes cielos que habitualmente tienen una luminosidad intensa. Corriols era sobre todo pintor, y como tal le preocupaban mucho más las manchas de color y los contrastes cromáticos que el dibujo de las formas representadas. En sus paisajes suelen aparecer figuras, tratadas con cuatro pinceladas de color, que consiguen dar una gran vida a la tela. Como buen artista participó varias veces en la realización de pesebres olotenses.

### Exposiciones
- La primera exposición que hizo fue en Barcelona del 11 al 28 de marzo de 1936 en Casa del Archidiácono (Escola Superior de Paisatge d'Olot - Exposició dels cursos 1934-1935)[2]
- El año 1935 en Bilbao participó en la exposición “Tercera Exposición de Pintura, Escultura y Arte Decorativo”
- En 1942, juntamente con Ramón Casabó, expuso en Girona.
- También con Ramón Casabó y Sebastià Congost del 4 al 17 de septiembre de 1943 expusieron en la Sala Armengol de Olot, durante las fiesta mayor de Olot (Festes del Tura).
- En agosto de 1948 expuso unos dibujos dentro del "Cicle d´ estiu de la Casa Armengol d’Olot".
- En julio de 1949 en Vic, con los artistas M. Bosch Pla, Sebastià Congost y Xavier Vinyolas. El mismo año en Olot en la sala Armengol expuso unas acuarelas.
- En Valencia en el año 1956 en la sala Lafuente participó dentro de la colección “Salón de Primavera de Artistas Olotenses” juntamente con Àngel Codinach, Frederic Comellas, Sebastià Congost, Lluís Freixas, Josep M.ª Mir de Xexàs y Xavier Vinyolas.

En Granollers en la exposición realizada por el grupo Cràter d'Art, participó juntamente con Ángel Codinach, Frederic Comellas, Sebastià Congost, Lluís Feixas, Josep M.ª Mir Mas de Xexás, Esteve Serrat (Paxinc), Joan Sala Muntanyola y Xavier Vinyolas.
- En octubre de 1957 se repitió en Valencia la exposición de los integrantes del Cràter d'Art, esta vez dentro de la exposición “Salón de Otoño del Cràter d'Art”
- En 1957 y 1960 volvió a exponer en la Sala Armengol
- Durante varios años expuso en la Sala La Pinacoteca de Barcelona en solitario como en las exposiciones de:
  - Del 27 septiembre al 10 de octubre de 1958
  - Del 18 al 30 de marzo de 1961
- En 1978 después de su fallecimiento, y durante las fiestas de la Virgen del Tura (fiesta mayor de Olot) se celebró una exposición-homenaje en la Casa de Cultura de Olot.[3]
- En 2007 con motivo del centenario de su nacimiento, se hizo un exposición-homenaje en la galería de arte Les Voltes d’Olot.